# Paul Guihard
Pour les articles homonymes, voir Guihard.
Cet article possède un paronyme, voir Paul Guimard.
Paul Guihard, né à Londres en 1931 et mort à Oxford (Mississippi, aux États-Unis) le 30 septembre 1962, est un journaliste français qui a notamment couvert les événements ayant trait au Mouvement des droits civiques aux États-Unis.

## Biographie
Alors qu'il avait à peine trente ans et qu'il travaillait au bureau de l'Agence France-Presse à New York, Paul Guihard est envoyé couvrir les émeutes consécutives à la décision de la cour de justice fédérale, validant la candidature de l'étudiant noir-américain James Meredith à l'université du Mississippi, jusqu'alors réservée aux étudiants blancs. Il a été abattu dans le dos sur le campus, quasiment à bout portant lors de cet événement. L’enquête a été close sans aucun élément indiquant le motif ou l'identité du tireur et n'a jamais été rouverte. Dans sa dernière dépêche, écrite le jour même, il avait écrit « La guerre civile américaine ne s'est jamais vraiment terminée ».

## Postérité
La mort de Paul Guihard eut un retentissement international et attira l'attention des médias sur le combat mené par le Mouvement des droits civiques aux États-Unis.
Une plaque commémorative à la mémoire de Paul Guihard, à quelques pas de l'endroit où son corps a été retrouvé, a été installée sur le campus en 2009 conjointement par une responsable de l'université du Mississippi et par Pierre Taillefer, directeur régional de l'AFP pour l'Amérique du Nord, devant quelque 150 étudiants et professeurs de l'école de journalisme.